# Electrobel
Electrobel was een Belgisch bedrijf dat in 1929 ontstond uit de fusie van Gaz Belge (opgericht in 1862), Société Générale de Chemins de Fer Economiques (S.G.C.F.E., opgericht in 1880) en  Société Générale Belge d'Entreprises Electriques (S.G.B.E.E., opgericht in 1895).

## Geschiedenis
De wortels van het bedrijf gaan terug tot 1862, toen de Compagnie Générale pour l’Éclairage et le Chauffage par le Gaz, kortweg Gaz Belge opgericht werd om verlichting en verwarming op gas te voorzien. Nadien sloot het trambedrijven Compagnie Mutuelle de Tramways (C.M.T.) en S.G.C.F.E. en het energiebedrijf S.G.B.E.E. zich aan bij de holding. Met uitsluiting van de C.M.T. fuseerden de drie bedrijven in 1929 tot Compagnie Générale d’Entreprises Électriques et Industrielles, of afgekort: Electrobel.
Na de Tweede Wereldoorlog was Electrobel actief in het opzetten van het elektriciteitsnetwerk, en daarna in de bouw van de Belgische kerncentrales.

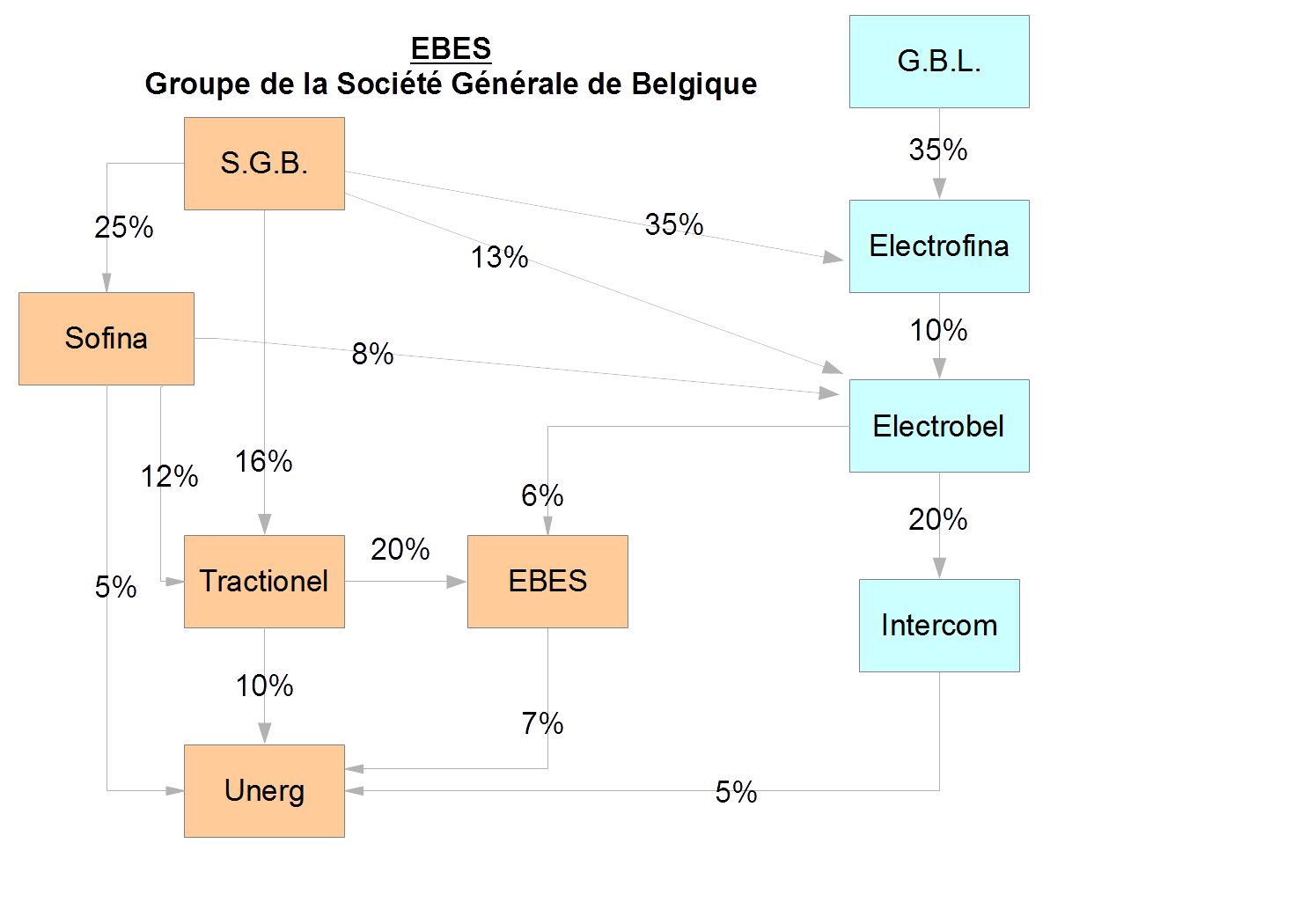
Vereenvoudigd organigram van de groep GM/Ebes, begin jaren 80

Electrobel bezat in 1982 20% van de aandelen van energiebedrijf Intercom, eigenaar van de kerncentrale van Tihange. Electrobel zelf stond onder toezicht van de Generale Maatschappij van België en de Groupe Bruxelles-Lambert, de belangrijkste aandeelhouders.
In 1986 fuseerde Electrobel met Tractionel, de erfgenaam van het vierde lid van de holding dat in 1929 niet fuseerde: de Compagnie Mutuelle de Tramways. De naam van het nieuwe bedrijf werd Tractebel.